# Assedio di Dyneburg
L'assedio di Dyneburg fu uno scontro combattuto tra esercito svedese e l'esercito russo che ebbe luogo dal 18 al 31 luglio 1656 nei pressi della cittadina di Dyneburg durante la guerra russo-svedese (1656-1658).
L'assedio alla città di Dyneburg ebbe inizio il 18 luglio 1656. Il 31 luglio le truppe russe, in un assalto notturno della durata di appena mezz'ora, riuscirono a penetrare nella fortezza e ad occuparla, uccidendo tutti i suoi difensori.
Dopo aver catturato Dyneburg (Dünaburg, Daugavpils), lo zar Alessio I di Russia ordinò la costruzione di una chiesa ortodossa e rinominò la città Borisoglebsk. La presa di Dyneburg venne seguita dalla cattura di Kokenhusen.